# بهاره‌های کوچک زمستانی
بهاره‌های کوچک زمستانی (نام علمی: Capniidae) نام یک تیره از راسته بهاره‌ها است.